# FlyGTA Airlines
FLYGTA Airlines es un operador aéreo canadiense que opera en el sur de Ontario y Quebec establecida en 2014. FLYGTA es una empresa de vuelos chárter con bases oficiales en Toronto, Niagara, Oshawa, Muskoka y Montreal, y ofrece servicios de turismo aéreo en Toronto y las Cataratas del Niágara, vuelos chárter, carga y vuelos programados. A partir del 6 de noviembre de 2017, la aerolínea operaba en más de ocho destinos con vuelos programados desde el Aeropuerto Toronto City Centre hacia/desde destinos como Barrie/Simcoe, St. Catharines/Niagara, Kitchener/Waterloo, Wiarton/Peninsula de Bruce y Muskoka. El vuelo entre Toronto y St. Catharines/Niagara es el enlace más corto entre las dos ciudades (los métodos de transporte terrestre deben recorrer muchos kilómetros alrededor del lago Ontario) y se anuncia como el vuelo comercial más corto de América del Norte con 10 minutos según la empresa[5] y 15 minutos según Global News.
La aerolínea ofrece vuelos chárter a nivel internacional principalmente desde el sur de Ontario.

## Destinos
Los destinos de la aerolínea son:
- Barrie (Aeropuerto Regional del Lago Simcoe)[2][3]
- Bracebridge (Aeropuerto de Muskoka)[4]
- Kitchener/Waterloo (Aeropuerto Internacional de la Región de Waterloo)[5][6]
- St. Catharines/Niagara Falls (Aeropuerto de St. Catharines/Niagara District)[7][8]
- Toronto (Aeropuerto Toronto City Centre) (Hub)
- Wiarton/Península de Bruce (Aeropuerto de Wiarton)[9]
- Kingston (Aeropuerto de Kingston-Rogers)

## Flota
FlyGTA Airlines los siguientes aviones ligeros registradas en Transport Canada:
| Aviones                  | Total | Notas                                                                 |
| ------------------------ | ----- | --------------------------------------------------------------------- |
| Cessna 207               | 1     | Un 207A de siete asientos, no en el sitio web de FLYGTA.              |
| Cessna Citation II       | 1     | Una versión alargada del Cessna Citation I, con capacidad para siete. |
| Beechcraft King Air B100 | 1     | Capacidad para ocho.                                                  |
| Piper PA-31 Navajo       | 1     | Versión alargada del Navajo, hasta ocho pasajeros.                    |
| Embraer Phenom 300       | 1     |                                                                       |
| Total                    | 5     |                                                                       |

La lista de Transport Canada también incluye un Piper PA-34-200T Seneca II y un Piper PA-28 Cherokee, ambos con certificados cancelados. Sin embargo, el Piper PA-28 Cherokee figura en el sitio de FLYGTA como PA-28-161 Warrior II y todavía está en funcionamiento.